# Milnesium alabamae
Milnesium alabamae is een soort beerdiertje.
Het dier is ingedeeld in het geslacht Milnesium dat behoort tot de familie Milnesiidae. Milnesium alabamae werd in 2009 beschreven door Wallendorf en Miller.

## Voorkomen
De soort is aangetroffen in Foley in de staat Alabama van de Verenigde Staten.